# Giovanni Villani
Giovanni Villani (ur. ok. 1275, zm. 1348), polityk i kronikarz florencki.
Był zaangażowany w ważne działania dyplomatyczne Florencji; autor znanego dzieła Nuova Cronica, kontynuowanego później przez jego brata Matteo (do 1363) i bratanka Filippo (do 1410).